# Алай (футбольный клуб)
«Ала́й» (кирг. «Алай» Ош футбол клубу) — кыргызстанский футбольный клуб из города Ош, второго по численности населения города страны (после Бишкека).
Клуб основан в 1960 году под названием «Ош». Ныне участвует в премьер-лиге Кыргызстана — высшем футбольном дивизионе страны.
Один из самых старейших и титулованных футбольных клубов Кыргызстана: 4-кратный чемпион (2013, 2015, 2016 и 2017), обладатель Кубка (2013) и Суперкубка (2017 и 2018).
Во времена СССР «Алай» была вторым клубом Кыргызстана после бишкекской «Алгы», проведя в общей сложности 16 сезонов во Второй лиге.

## Названия
- 1960—1965 — команда города Ош.
- 1965—1966 — «Шахтёр».
- 1967—1995 — «Алай».
- 1996 — объединился с «Динамо» Ош в «Динамо-Алай».
- с 2002 — «Алай».

## История

### Советский период
Выступления в чемпионатах СССР по сезонам:
- Чемпионат СССР 1991 года, вторая низшая лига, 8-я зона — 7-е место;
- Чемпионат СССР 1990 года, вторая низшая лига, 9-я зона — 8-е место;
- Чемпионат СССР 1989 года, вторая лига, 8-я зона — 13-е место ↓;
- Чемпионат СССР 1988 года, вторая лига, 8-я зона — 11-е место;
- Чемпионат СССР 1987 года, вторая лига, 7-я зона — 17-е место;
- Чемпионат СССР 1986 года, вторая лига, 7-я зона — 13-е место;
- Чемпионат СССР 1985 года, вторая лига, 7-я зона — 13-е место;
- Чемпионат СССР 1984 года, вторая лига, 7-я зона — 18-е место;
- Чемпионат СССР 1983 года, вторая лига, 7-я зона — 19-е место;
- Чемпионат СССР 1982 года, вторая лига, 7-я зона — 16-е место;
- Чемпионат СССР 1981 года, вторая лига, 6-я зона — 10-е место;
- Чемпионат СССР 1972 года, вторая лига, 5-я зона — 17-е место;
- Чемпионат СССР 1971 года, вторая лига, 5-я зона — 18-е место;
- Чемпионат СССР 1970 года, класс Б, зона Средняя Азия — 7-е место ↑;
- Чемпионат СССР 1969 года, класс Б, зона Средняя Азия — 4-е место ↓;
- Чемпионат СССР 1968 года, класс Б, зона Средняя Азия — 7-е место;
- Чемпионат СССР 1967 года, класс Б, зона Средняя Азия и Казахстан — 11-е место;
- Чемпионат СССР 1966 года, класс Б, зона Средняя Азия и Казахстан — 11-е место;
- Чемпионат СССР 1965 года, класс Б, 5-я зона РСФСР — 17-е место.

### 2012—2015
В 2012 году «Алай» стал первым обладателем Кубка Легенды Кыргызстана.
В сезоне-2013 «Алай» впервые в своей истории стал чемпионом и обладателем Кубка Кыргызстана.
В начале 2014 года решением исполкома АФК клуб получил право выступать во втором по значимости клубном турнире — Кубке АФК.
4 февраля «Алай» дебютировал в квалификационном раунде плей-офф, где встретился с чемпионом Палестины — командой «Аль-Дахрия». В единственном матче «Алай» победил в гостях в серии послематчевых пенальти 8:7 и вышел в групповой раунд.
В группе D «Алай» играл с командами «Риффа» из Бахрейна, «Шабаб» Аль-Ордон из Иордании и «Эрбил» из Ирака. В 6 матчах ошане набрали только 1 очко (после домашней ничьей с клубом «Шабаб»).
В Топ-лиге-2014 алайцы финишировали четвёртыми, а в полуфинале Кубка проиграли «Абдыш-Ате».
«Алай» досрочно стал чемпионом Кыргызстана 2015 года, 25 октября в домашнем матче обыграв нарынский «Ала-Тоо» со счетом 3:2.
В плей-офф за попадание в групповой раунд Кубка АФК клуб уступил по пенальти ливанскому «Триполи» (6:7).

## История выступления в Кубке АФК
| Сезон | Турнир    | Раунд           |                              | Клуб               | Дома | В гостях  |
| ----- | --------- | --------------- | ---------------------------- | ------------------ | ---- | --------- |
| 2014  | Кубок АФК | Плей-офф        | Флаг Государства Палестина   | Аль-Дахрия         | -    | 1:1 (8:7) |
| 2014  | Кубок АФК | Групповой раунд | Флаг Иордании                | Шабаб Аль-Ордон    | 0:1  | 1:2       |
| 2014  | Кубок АФК | Групповой раунд | Флаг Бахрейна                | Аль-Риффа          | 0-0  | 0-2       |
| 2014  | Кубок АФК | Групповой раунд | Флаг Ирака                   | Эрбиль             | 3-0  | 0-6       |
| 2016  | Кубок АФК | Плей-офф        | Флаг Ливана                  | Триполи            | -    | 0:0 (6:7) |
| 2017  | Кубок АФК | Групповой раунд | Флаг Туркменистана           | Алтын Асыр         | -:-  | 1:4       |
| 2017  | Кубок АФК | Групповой раунд | Флаг Таджикистана            | Истиклол (Душанбе) | 1:4  | 1:3       |
| 2017  | Кубок АФК | Групповой раунд | Флаг Кыргызстана (1992—2023) | Дордой             | 5:4  | -:-       |
| 2018  | Кубок АФК | Групповой раунд | Флаг Туркменистана           | Алтын Асыр         | 3:6  | 0:5       |
| 2018  | Кубок АФК | Групповой раунд | Флаг Таджикистана            | Истиклол (Душанбе) | 2:3  | 0:1       |
| 2018  | Кубок АФК | Групповой раунд | Флаг Туркменистана           | Ахал               | 2:3  | 0:5       |

## Достижения

### СССР
Чемпионат СССР
- Вторая лига (в зональном турнире (место в одной из групп)) — 1965—1969, 1971—1972, 1981—1989.
  - 4-е место: 1969.
  - 7-е место: 1968.

Кубок СССР
- 1/256 финала: 1965/66.

### Кыргызстан
Чемпионат Кыргызстана:
- Чемпион (4 раза): 2013, 2015, 2016, 2017.
- Серебряный призёр (4 раза): 2018, 2019, 2022, 2023.
- Бронзовый призёр (6 раз): 1992, 1993, 1996*, 2008, 2009, 2012.

Кубок Кыргызстана:
- Обладатель (2 раз): 2013. 2020
- Финалист (9 раз): 1992, 1994, 1997*, 1998*, 2000*, 2009, 2016, 2017, 2018.
  - * под названием «Динамо-Алай».

Суперкубок Кыргызстана:
- Обладатель (2 раза): 2017, 2018.
- Финалист (3 раза): 2014, 2016, 2019.

Прочие турниры:
- Обладатель «Кубка Легенды»-2012.
- Обладатель «Кубка Ала-Тоо»-2013.
- Обладатель «Кубка Ферганской долины»-2018.

## Тренеры

### Советский период
- Романенко Андрей Николаевич (1965—1966)
- Борис Смыслов (1968)
- Серопян Жан Гайкович (1969)
- Карабаджак Февзи Зияевич (1970)
- Владимир Бражников (1971—1972)
- Борис Татушин (1981)
- Меклис Кошалиев (1983)
- Михаил Бичуцкий (1984)
- Николай Еланев (1987)
- Виктор Звягин (1988—1989)
- Владимир Власичев (1990—1991)

### Чемпионат Кыргызстана
- Абдумалик Мавлянов (2000[1], «Динамо-Алай»)
- Абдуманноб Юлчубаев (2005, до августа)
- Владимир Кулагин (2005, с августа)
- Абдумалик Мавлянов (2009[2])
- Владимир Кулагин (2011 — 31 марта 2014)
- Борис Стрельцов (31 марта — 7 июля 2014)
- Айбек Татанов (7 июля — 21 августа 2014, и. о.)
- Метин бей Айдын (21 августа — ноябрь 2014)
- Владимир Власичев (январь — июль 2015)
- Андрей Власичев (июль — декабрь 2015)
- Айбек Татанов (январь — февраль 2016, и. о.)
- Бакыт Маматов (февраль 2016 — декабрь 2020)
- Нумонджон Юсупов (2021)
- Мирлан Эшенов (2022)
- Айбек Татанов (январь 2022 — н. в.)
  - Также в этот период в источниках главными тренерами указываются Айбек Татанов (2016—2017) и Немат Кошоков (2017—н. в.)

## Капитаны
- Баргыбай уулу Бакыт (2011)
- Виталий Тимофеев (2012—2013)
- Алмазбек Мирзалиев (2014)
- Анатолий Власичев (2015)
- Ильяз Алимов (2016—2019)
- Одилжон Абдурахманов (2019—н. в.)

## Лучшие бомбардиры чемпионатов Кыргызстана
Футболисты, которые становились лучшими бомбардирами чемпионатов Кыргызстана:
- Давран Бабаев — 39 голов в 30 играх (1993);
- Алиа Силла — 17 голов (2015);
- Алиа Силла — 21 гол (2016);
- Эммануель Ягр — 14 голоа (2022).

## Известные игроки
- Николай Ильченко — лучший бомбардир клуба в первенствах СССР (100 голов в 371 матче)
- Александр Куслин — более 360 матчей за клуб